# Bengt Danielsson
Bengt Emmerik Danielsson, född 6 juli 1921 i Krokek i Östergötland, död 4 juli 1997 i Stockholm, var en svensk etnograf och författare. Han deltog i Thor Heyerdahls Kon-Tiki-expedition 1947, och hade ett stort engagemang och intresse för Oceanien. Han mottog Right Livelihood Award 1991.

## Biografi
Bengt Danielsson var son till överläkaren Emmerik Danielsson (1875-1927) och Greta Danielsson (född Källgren, 1889-1990). Fadern arbetade på Kolmårdssanatoriet och omkom i en bilolycka 1927. Bengt Danielsson växte därefter upp med sin mor och en moster på Bråddgatan i Norrköping. Som barn samlade han på tidningsklipp från oroshärdar från världens alla hörn. På somrarna var han cykelburen reporter på Östergötlands Dagblad. Under andra världskriget studerade han vid Uppsala universitet. Efter studierna i Uppsala påbörjade han en jordenruntresa och i Perus huvudstad Lima träffade han sin blivande fru, som då var guvernant åt den franska handelsattachéns barn. Något senare träffade han norrmannen Thor Heyerdahl.
Han deltog som ende svensk (och ende spansktalande) i Thor Heyerdahls Kon-Tiki-expedition 1947. Expeditionen seglade 7 000 km på en balsaflotte från Callao i Peru till Raroia, en av Tuamotuöarna i östra Stilla havet. Resan varade 101 dagar.
Han fortsatte sin jordenruntresa och efter en tid i Seattle gick han ombord på en fraktbåt med destination Peru. I Lima gifte sig Danielsson med fransyskan Marie-Thérèse Sailley (1923-2003) född i Vosges. Paret bosatte sig i Franska Polynesien, först på Raroia (1949-1952), där han kom att göra etnografiskt fältarbete, och från 1953 på Tahiti. Danielsson blev filosofie doktor 1955 vid Uppsala universitet med avhandlingen Work and Life on Raroia.
Han var intendent för Bernice P. Bishop Museum i Honolulu på Hawaii 1952–1966, extra museidirektör för Etnografiska museet i Stockholm 1966–1971, samt korrespondent för tidskriften Pacific Islands Monthly. Makarna Danielsson har publicerat flera böcker om Polynesien, bland annat en sex-volymers studie om övärldens historia, samt barnboken Villervalle i Söderhavet, som också gick som TV-serie i Sveriges Television.
Mellan åren 1961 och 1978 var han Sveriges konsul i Franska Polynesien.
Makarna Danielsson var mycket aktiva i protesterna mot Frankrikes kärnvapenprov vid Mururoaatollen. På grund av det engagemanget fråntogs han 1978 titeln som konsul. Bengt och Marie-Thérèse Danielsson erhöll Right Livelihood Award 1991 för sina insatser i kampen mot de franska kärnvapensprängningarna.
Bengt Danielsson ligger begravd på Östra Tollstads kyrkogård i Östergötland. Där restes en minnessten 2004. Vännen och författaren Pehr Hasselroth lät tillverka stenen. Veckan före jul 2006 skändades graven då någon hackat in märken i stenen. Även Danielssons fru och dottern Maruia är begravda där enligt inskriptionen på gravstenen. Maruia (1952–1972) avled efter att ha drabbats av cancer.
I den norska långfilmen Kon-Tiki (2012) om Heyerdahls expedition spelas Danielsson av Gustaf Skarsgård.

## Erkännande
Tahitis president Oscar Temaru var inbjuden av Frankrikes president Jacques Chirac att fira nationaldagen den 14 juli 2006. I stället reste Temaru till Bengt Danielssons grav i Östra Tollstad där han la ner en blomsterkrans och ett snäckhalsband. Han uttalade vid det tillfället att han betraktar Bengt och Marie-Thérèse Danielsson som sina andliga föräldrar och att de var de modigaste personer han mött.